# Гермсир
Гермсир (тж. Гармсир, Гермезір, Дештестан) — смуга прибережних пустель завширшки близько 80 км уздовж берегів Оманської затоки та Ормузької протоки, в Ірані та Пакистані. Є похилою рівниною, місцями заболоченою, прибережна смуга утворена декількома рядами піщаних горбів, що розділяють вузькі долини.
| Іран | Це незавершена стаття з географії Ірану. Ви можете допомогти проєкту, виправивши або дописавши її. |

| Пакистан | Це незавершена стаття з географії Пакистану. Ви можете допомогти проєкту, виправивши або дописавши її. |